# Fusicladium britannicum
Fusicladium britannicum är en svampart som först beskrevs av M.B. Ellis, och fick sitt nu gällande namn av U. Braun & K. Schub. 2008. Fusicladium britannicum ingår i släktet Fusicladium och familjen Venturiaceae.   Inga underarter finns listade i Catalogue of Life.